# Mercè Perea
Mercè Perea Conillas (Hospitalet de Llobregat, 22 de noviembre de 1966) es una política española, diputada al Congreso de los Diputados en la XI legislatura, hija del escritor y luchador social Pedro Perea Hernández.
Licenciada en Derecho por la Universidad de Bolonia, ha ejercido como abogada especializada en derecho de familia.  Militante del Partido de los Socialistas de Cataluña (PSC), es secretaria de política municipal del PSC de Hospitalet de Llobregat y miembro del Consejo Nacional del PSC. En las elecciones municipales españolas de 2007, 2011 y 2015 fue escogida concejala del Ayuntamiento de Hospitalet de Llobregat. De 2007 a 2015 fue teniente de alcalde de Seguridad Ciudadana y de hacienda y recursos generales, así como concejala del Distrito I (Centre, Sant Josep y Sant Feliu).
Considerada colaboradora cercana de Carme Chacón, fue escogida diputada por el PSC-PSOE en las elecciones generales españolas de 2015.
Mercè Perea fue uno de los quince diputados que votaron 'no' en la segunda sesión de investidura de Mariano Rajoy para la decimocuarta legislatura del gobierno de España el 29 de octubre de 2016.